# Рейтинг Нільсена
Ре́йтинг Ні́льсена (англ. Nielsen ratings) — система вимірювання кількості авдиторії, створена компанією Nielsen Media Research, підрозділом Nielsen Holdings, для встановлення кількості аудиторії телевізійних програм у США.
Компанія Nielsen Media Research створена маркетологом Артуром Нільсеном (1897—1980), який працював над методами вивчення попиту на радіомовлення та радіопрограми задля розміщення реклами. Початкова мета компанії — підрахунок попиту і популярності радіопрограм, а від 1950 року — вимірювання телеавдиторії на основі принципів, розроблених Нільсеном і його командою для вимірювання кількості радіослухачів.

## Методи вимірювання
Для отримання даних рейтингу використовуються два основні методи: вивчення записів та зчитування інформації за допомогою приладів.

### Опитування
Перший метод ґрунтується на дослідженні записів цільової авдиторії про їхні переваги серед телепрограм. Аналіз даних, зібраних від різних груп авдиторії, дозволяє скласти цілісне враження про авдиторію будь-якого шоу, каналу або часу мовлення.

### Піплметри
Другий метод заснований на застосуванні спеціального пристрою — «піплме́тра» (англ. peoplemeter), який убудований у телевізор задля зчитування всієї інформацію про переваги глядачів, що використовують цей телевізор. Такий пристрій дозволяє встановлювати більш широкі переваги певної авдиторії й у більш точному часовому діапазоні. Існують також пристрої, що розпізнають окремих членів авдиторії (наприклад, усіх членів сім'ї), але Nielsen Media Research не використовує цей пристрій, хоча він міг би дати більш диференційовані за демографічною ознакою результати (наприклад, отримання даних про напопулярніші програми серед дітей, підлітків, дорослих тощо).
За усталеною практикою перші три місяці після встановлення піплметра його показники не враховуються, адже на початку зчитування інформації члени родини намагаються представити себе якнайліпше і зазвичай дивляться непритаманні собі телепрограми: інтелектуальні, новинні тощо.

## Найпопулярніші телешоу за рейтингом Нільсена
Перші рейтинги Артур Нільсен почав складати в 1950 році. До нього цим займалися одразу кілька компаній, зокрема редакція журналу «Variety».
У таблиці наведені телешоу, що в різні роки завершували телевізійний сезон із найвищим рейтингом Нільсена.
| Роки      | Телешоу                        | Телеканали |
| --------- | ------------------------------ | ---------- |
| 1950—1951 | Texaco Star Theater            | NBC        |
| 1951—1952 | Arthur Godfrey's Talent Scouts | CBS        |
| 1952—1953 | Я люблю Люсі                   | CBS        |
| 1953—1954 | Я люблю Люсі                   | CBS        |
| 1954—1955 | Я люблю Люсі                   | CBS        |
| 1955—1956 | The $64,000 Question           | CBS        |
| 1956—1957 | Я люблю Люсі                   | CBS        |
| 1957—1958 | Димок зі ствола                | CBS        |
| 1958—1959 | Димок зі ствола                | CBS        |
| 1959—1960 | Димок зі ствола                | CBS        |
| 1960—1961 | Димок зі ствола                | CBS        |
| 1961—1962 | Wagon Train                    | NBC        |
| 1962—1963 | The Beverly Hillbillies        | CBS        |
| 1963—1964 | The Beverly Hillbillies        | CBS        |
| 1964—1965 | Bonanza                        | NBC        |
| 1965—1966 | Bonanza                        | NBC        |
| 1966—1967 | Bonanza                        | NBC        |
| 1967—1968 | The Andy Griffith Show         | CBS        |
| 1968—1969 | Rowan & Martin's Laugh—In      | NBC        |
| 1969—1970 | Rowan & Martin's Laugh—In      | NBC        |
| 1970—1971 | Marcus Welby, M.D.             | ABC        |
| 1971—1972 | All in the Family              | CBS        |
| 1972—1973 | All in the Family              | CBS        |
| 1973—1974 | All in the Family              | CBS        |
| 1974—1975 | All in the Family              | CBS        |
| 1975—1976 | All in the Family              | CBS        |
| 1976—1977 | Happy Days                     | ABC        |
| 1977—1978 | Laverne & Shirley              | ABC        |
| 1978—1979 |                                | ABC        |
| 1979—1980 | 60 хвилин                      | CBS        |
| 1980—1981 | Dallas                         | CBS        |
| 1981—1982 | Dallas                         | CBS        |
| 1982—1983 | 60 хвилин                      | CBS        |
| 1983—1984 | Dallas                         | CBS        |
| 1984—1985 | Династія                       | ABC        |
| 1985—1986 | The Cosby Show                 | NBC        |
| 1986—1987 | The Cosby Show                 | NBC        |
| 1987—1988 | The Cosby Show                 | NBC        |
| 1988—1989 | The Cosby Show                 | NBC        |
| 1989—1990 | The Cosby Show                 | NBC        |
| 1989—1990 | Розанна                        | ABC        |
| 1990—1991 | Cheers                         | NBC        |
| 1991—1992 | 60 хвилин                      | CBS        |
| 1992—1993 | 60 хвилин                      | CBS        |
| 1993—1994 | Home Improvement               | ABC        |
| 1994—1995 | Сайнфелд                       | NBC        |
| 1995—1996 | Швидка допомога                | NBC        |
| 1996—1997 | Швидка допомога                | NBC        |
| 1997—1998 | Сайнфелд                       | NBC        |
| 1998—1999 | Швидка допомога                | NBC        |
| 1999—2000 | Who Wants To Be A Millionaire? | ABC        |
| 2000—2001 | Survivor                       | CBS        |
| 2001—2002 | Друзі                          | NBC        |
| 2002—2003 | CSI: Місце злочину             | CBS        |
| 2003—2004 | American Idol                  | FOX        |
| 2004—2005 | American Idol                  | FOX        |
| 2005—2006 | American Idol                  | FOX        |
| 2006—2007 | American Idol                  | FOX        |
| 2007—2008 | American Idol                  | FOX        |
| 2008—2009 | American Idol                  | FOX        |
| 2009—2010 | American Idol                  | FOX        |
| 2010—2011 | American Idol                  | FOX        |
| 2011—2012 | NBC Sunday Night Football      | NBC        |
| 2012—2013 | NBC Sunday Night Football      | NBC        |
| 2013—2014 | NBC Sunday Night Football      | NBC        |
| 2014—2015 | NBC Sunday Night Football      | NBC        |
| 2015—2016 | NBC Sunday Night Football      | NBC        |
| 2016—2017 | NBC Sunday Night Football      | NBC        |
| 2017—2018 | NBC Sunday Night Football      | NBC        |
| 2018—2019 | NBC Sunday Night Football      | NBC        |